# Smithatris
Genre
Classification APG III (2009)
Smithatris  W.J.Kress & K.Larsen est un genre de plantes de la famille des Zingiberaceae comprenant deux espèces.
Le genre Smithatris fut décrit pour la première fois en 2001 par deux botanistes danois W. John Kress et Kai Larsen, dans "Systematic Botany, 26: 226-230", (Smithatris, a new genus of Zingiberaceae from Southeast Asia.).
La première espèce, Smithatris supraneanae, fut découverte en 1998 dans les collines de calcaire de la province thaïlandaise de Saraburi.
La deuxième espèce, Smithatris myanmarensis, fut découverte ultérieurement en Birmanie et décrite en 2003 dans Novon, journal de nomenclature botanique publié par le Jardin botanique du Missouri.

## Liste d'espèces
Selon World Checklist of Selected Plant Families (WCSP) (19 sept 2011) et NCBI (19 sept 2011):
- Smithatris myanmarensis W.J.Kress (2003)
- Smithatris supraneanae W.J.Kress & K.Larsen (2001)